# Kjukevåg
Kjukevåg (norwegisch für Klumpenbucht) ist eine kleine Bucht an der Prinz-Harald-Küste des ostantarktischen Königin-Maud-Lands. Am Ostufer der Lützow-Holm-Bucht liegt sie zwischen der Festlandküste und der seewärtigen Verlängerung des Telebreen.
Norwegische Kartografen, die sie in Anlehnung an das nahegelegene Kliff Kjuka benannten, kartierten die Bucht anhand von Luftaufnahmen der Lars-Christensen-Expedition 1936/37.